# Radoaldo
Radoaldo of Rodoaldo (Heilige Roomse Rijk, 10e eeuw – onbekende plaats, 983 of 984) was twintig jaren patriarch van Aquileia tijdens de middeleeuwen. Hij zetelde van 963 tot zijn overlijden in 984. Zijn trouw als rijksbisschop aan de keizers Otto I de Grote en Otto II zag hij beloond met forten en domeinen in Friuli.

## Levensloop

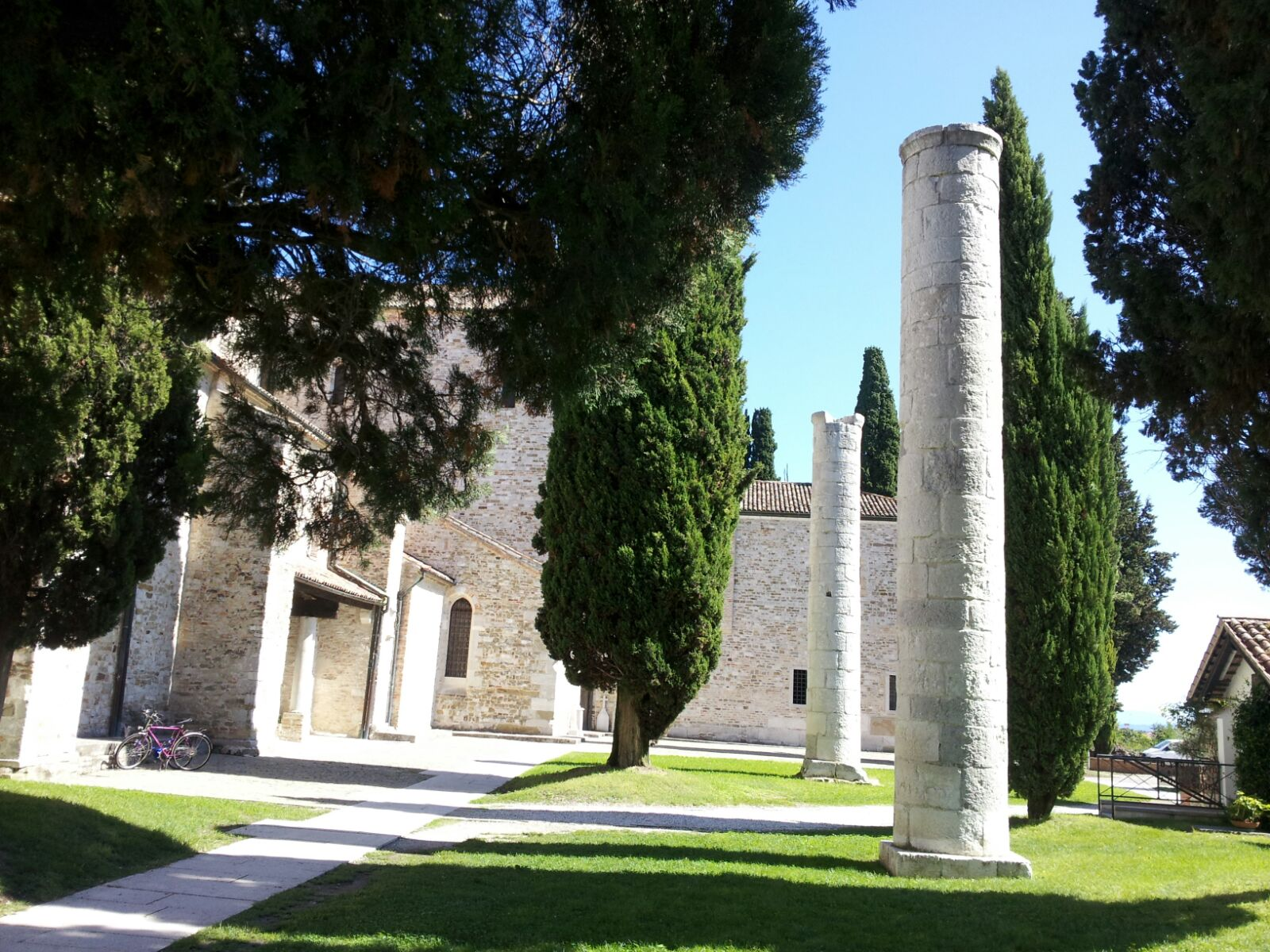
Zuilen van het voormalig patriarchaal paleis van Aquileia

Radoaldo was van nobele origine doch de oorsprong van de familie en zijn geboorteplaats waren onbekend voor kroniekschrijvers in latere eeuwen. 
Radoaldo’s naam dook voor het eerst op in het jaar 963. Radoaldo was diaken en nam deel aan een bisschoppensynode die keizer Otto I had samengeroepen. Keizer Otto I zette paus Johannes XII af, een voormalige aanhanger van de keizer. Paus Benedictus V volgde Johannes op, doch slechts voor enkele maanden. In dezelfde periode werd Radoaldo verkozen tot patriarch van Aquileia; hij genoot de politieke steun van keizer Otto I. Paus Leo VIII die nog maar net paus was, installeerde hem met het pallium tot patriarch van Aquileia op 13 december 963. Radoaldo trad met deze ceremonie in competitie met een andere patriarch, deze van het nabije Grado.
In 965 verwoestten Slavische volkeren de stad Rovinj (Italiaans: Rovigno) in Istrië. Patriarch Radoaldo vertrouwde het kerkelijk bestuur van Rovinj toe aan de bisschop van Poreč (Italiaans: Parenzo). Radoaldo begeleidde verder Otto I bij zijn veldtochten door Noord-Italië.
Tijdens zijn lang pontificaat onderhield Radoaldo uitstekende relaties met Otto I en Otto II. Tevens had hij goede contacten met edellieden in het hertogdom Beieren en twee recent opgerichte vorstendommen in het Heilige Roomse Rijk: het hertogdom Karinthië en het grote markgraafschap Verona. In al deze betrekkingen toonde Radoaldo zich trouw aan het Keizerlijk Huis. Otto I omschreef hem als noster precipuus fidelis of onze vooraanstaande vertrouweling. Radoaldo ontving als beloning verschillende domeinen, abdijen en forten van de keizer. Zo waren er onder meer de vestingen Cormons, Fagagna, Moruzzo, Santa Margherita del Gruagno (nu deel van Moruzzo), Udine, Buja, en Brazzano (nu deel van Cormons). Tevens bestuurde Radoaldo de abdij van Santa Maria di Sesto en andere domeinen in de benedenloop van de Po. Doch het ging om meer dan een beloning. Het geheel liet toe om een fortengordel in de heuvels van Friuli te beheersen, om invallende Hongaren tegen te houden. Tijdens de twintig jaren bestuur had hij het patriarchaat territoriaal gevoelig uitgebreid op bevel van de keizer; hiermee was de basis gelegd voor het prinsaartsbisdom.

## Na zijn dood
Na zijn dood in 983 of 984 werd Radoaldo begraven in de kathedraal van Cividale del Friuli. Tot in de 16e eeuw was zijn grafsteen leesbaar. Zijn verering voor relieken van martelaren stond vermeld op het graf. 